# Angie (filme de 1994)
Angie é um filme de romance de comédia dramática estadunidense de 1994 dirigido por Martha Coolidge e estrelado por Geena Davis como a personagem título. Foi produzido pela Caravan Pictures e distribuído pela Hollywood Pictures. É baseado no romance de 1991 Angie, I Says de Avra Wing, que foi um livro notável do New York Times Notable Book de 1991. O filme recebeu críticas mistas e negativas e foi um fracasso de bilheteria, arrecadando apenas $9.398.308.

## Sinopse
Angie (Geena Davis) é uma trabalhadora de escritório que vive em Bensonhurst, Brooklyn, estado de Nova York, e sonha com uma vida melhor. Depois de saber que está grávida de seu namorado Vinnie (James Gandolfini), ela decide que terá o bebê, mas não Vinnie como marido.
Isso vira todo o bairro de cabeça para baixo e a inicia em uma jornada de autodescoberta, incluindo um caso de amor com um homem chamado Noel (Stephen Rea), que ela conhece em um museu de arte. Até sua melhor amiga, Tina (Aida Turturro), tem dificuldade em entendê-la.

## Elenco
- Geena Davis como Angie [2]
- James Gandolfini como Vinnie
- Stephen Rea como Noel
- Aida Turturro como Tina
- Leonard Spinelli como Tina
- Philip Bosco como Frank
- Jenny O'Hara como Kathy
- Margaret Cho como Enfermeira de Admissões

## Produção
O chefe dos filmes da 20th Century Fox, Joe Roth, o presidente de produção Roger Birnbaum e o produtor Larry Brezner estavam desenvolvendo "Angie, I Says". Todd Graff havia escrito o roteiro de Madonna. A adaptação foi colocada em reviravolta. Roth e Birnbaum haviam partido para uma gravadora independente na Disney, a Caravan Pictures, e conseguiram mudar a adaptação de "Angie, I Says". Por causa de conflitos de horário com seu papel no filme Dangerous Game de Abel Ferrara, que também é produzido por sua empresa, Maverick, ela saiu do então filme dirigido por Jonathan Kaplan. Madonna queria que eles atrasassem a produção do filme, mas como era uma história de inverno, Caravan queria filmá-lo no inverno e estrear no inverno. Ela desistiu porque eles também reclamaram de sua falta de experiência em atuação. O papel principal foi então oferecido a Geena Davis.

## Recepção
O filme teve críticas mistas e foi um fracasso nas bilheterias. Além disso, Geena Davis, que ganhou um Oscar seis anos antes por The Accidental Tourist, recebeu críticas mistas a negativas. Os críticos achavam que ela poderia ter sido melhor neste filme ou em outro set no Brooklyn. O filme ficou famoso por apresentar três atores que estrelariam o programa de TV Os Sopranos: James Gandolfini, Aida Turturro e Michael Rispoli. O público pesquisado pela CinemaScore deu ao filme uma nota de "B" em uma escala de A+ a F.

### Listas de fim de ano
- Os 10 piores (listados em ordem alfabética, não classificados) – Mike Mayo, The Roanoke Times[4]

### Prêmios
- O filme foi indicado como Artios para Melhor Elenco de Longa-Metragem, Comédia pela Casting Society of America.[carece de fontes?]